# Ceslaus Stiegler
Ceslaus Stiegler OP (* 15. August 1916 in Michldorf; † 6. Februar 1977 bei Murewa, Provinz Mashonaland East, Simbabwe) war eine deutsche römisch-katholische Ordensfrau, Missionarin und Märtyrin.

## Leben
Anna Stiegler wuchs in Michldorf in der Oberpfalz auf. Sie trat in das Kloster Strahlfeld der Missionsdominikanerinnen vom hl. Herzen Jesu ein und legte 1935 als Schwester Ceslaus (nach Ceslaus von Breslau) die ersten Gelübde ab. Sie wurde in die afrikanische Mission entsandt und unterrichtete in verschiedenen Ordensschulen in Rhodesien. Ab 1974 war sie Mathematiklehrerin in der Musami-Mission südwestlich Murewa. Dort wurde sie im Februar 1977 zusammen mit Magdala Lewandowski und Epiphany Schneider sowie der Engländerin Schwester Joseph Wilkinson und den englischen Jesuiten Pater Martin Thomas, Pater Christopher Shepherd-Smith und Bruder John Conway von Aufständischen erschossen. Die Beisetzung erfolgte auf dem Friedhof der Chishawasha-Mission (nordöstlich Harare) in Gegenwart von zahlreichen Gläubigen.

## Gedenken
Die Römisch-katholische Kirche in Deutschland hat Schwester Ceslaus Stiegler als Märtyrin in das deutsche Martyrologium des 20. Jahrhunderts aufgenommen.